# Ars poetica Erdélyben
Ars poetica Erdélyben (1918–1980).
Ars poetica eredetileg horatiusi tanköltemény; szabadabb értelmezésben művészi hitvallás, vallomás az író és az irodalom szerepéről. A romániai magyar irodalom fejlődését is számos olyan költői mű jelzi, amelyben az író rá jellemző műfajban és stílussal közvetlenül fejezi ki emberi magatartását, művészi és társadalmi álláspontját. Bár határozott műfaji kategóriákat nem állíthatunk fel, az áttekinthetőség kedvéért megkülönböztethetünk lírai és prózai, agitatív és polemikus-kritikai ars poetica típusokat.

## Története
A szabad vers "folyammedrében" Szentimrei Jenő a "hömpölygő szépmesterség" dinamikus megnyilatkozása (A Vers vagyok, 1924): "Már én vagyok a Vers, itt torlódom előtted, / én a gyönyörű líra, a küzdelmes valóság. / Belém torkolt a lét, szóm száguld a holt mezőkön, / felvervén robajával az elalélt Világot." A minden programszerűtől és harsány újítástól tartózkodó Áprily Lajos pontos szimmetriával egymást kiegészítő két elégikus témából bontakoztatja ki Vallomását (1926): "A seb, mit rajtam vad kor ökle zúzott, / sötét heggé simult minden dalon. / De mint a monda tóba hullt harangja, / a mélyben él az ember-fájdalom. / [... ] / Ha nem leszek, nem fogja tudni senki, / sorsomnak mennyi furcsa titka volt. / A hűlt sorok: megannyi érc-koporsó, / s a könyv, a könyvem gránit-kriptabolt. / / De túl romon, ha perce jön csodáknak, / a mély megkondul, mintha vallana, / s a bolt alól harangtisztán kicsendül / s magasra száll az ember dallama!"
Közel négy évtized múltán Lászlóffy Aladár versszerkezetének pillérei gondolati tömbök, amelyek hűvös tárgyilagossággal fogadják magukba az anyagi világ értelmezését; a Szertartás egy nemzedék nevében (1962) emberközpontú invokációja szerepet fogalmaz költői nyelven: "Állandóan kísértenek a dolgok, / A felismert hasznú formák / S az anyag igénybevehető szolgálatai. / / Örök-nyughatatlan ember a nevem. / / Tanúnak hívom a múltam, / A páfrány-ernyős, kénkőzáporos kort: / A házakat, eszközöket nem kaptuk úgy, / Készen, mint a hegyeket, a fákat, / Hát kétkézre fogtuk az elemeket, / És sorra próbáltuk őket kalapácsnak." Egészen közel a mához, Szilágyi Domokos szabad versében (Ez a nyár, 1969) az érzékletes dinamizmus a visszafordítható időben logikai ellenmozgások torlaszaiba ütközik: "Jó éjt, hajnal, aludj, míg éjeden virít a Nap. Tárgy és Jel szerelmének szülöttei, szavak, milliós nép! gyerünk kikalapálni a nyersanyagot, az időt – tartalékaink mérhetetlenek, akárcsak mulasztásaink. Mert / ha évszázadokat érő évtizedekkel dicsekszünk, / csak a vád száll vissza fejünkre! -: hogy / elpocsékoljuk az előző évszázadokat."
1932-ben, költői kifejezőképességének csúcsán, Dsida Jenő a gondolatmenetet nem korlátozó lírai riport (Kóborló délután kedves kutyámmal) egyik fejezetében, egymást űző hexameterek pergő nyelvén beszéli el, hogy "...sunyi macska a Szépség, / tisztafehér, pamacsos cica, hirtelen ugrik, elillan, / olykor szembe lapul, köpködve, sziszegve nyivákol / s újra futásnak ered. – Nincs, kiskutya, más hivatásunk, / mint macskára vadászni, vidáman inalni utána, / meg-megfogni, ereszteni, játszani véle, magasra / tartani felnevetőn, komor emberek arca elébe / villogtatni: kacagjon a lelkük, látva, milyen szép, / mily kecses állat a Szépség, hó-cica, furcsa bohó Vers." Majd hozzáfűzi: "Senki fiának nincs joga kérdeni minket egyébről, / számotadáskor is egy kérdésre felel csak a költő / s egy kérdésre kutyája: Hogyan sikerült a vadászat?"
A "tiszta osztályvonal" költőjének, Salamon Ernőnek művében a vers a Hála hűséges éneke (1941): "Adj a szegényeknek, dal, mit a szegénység / és a szegénynép énnekem adott: / éhségre tűrést, bánatokra bírást / és erőt, erőt..."; őt, aki majdan "bukva borul / homlokával a sárba", a lázadók "új érzelmi tónusa" hangolja már a Gyönyörű sors nyílt beszédében (1934): "most mások nélkül is tudom / mi az igazság. Hol kell ütnöm, / s nem ütnöm, milyen kapukon, / – szomorú szívű, vékony ajkú, – / tudom azt is: gyönyörű ősz / s tél lesz s tudom: lemosolygott, / megalázott hit az erős."
Az agitatív ars poetica forradalmi hagyományokra tekinthet vissza nálunk is (Petőfi dési barátját, Medgyes Lajost 1944-ben ezért idézte a baloldali sajtó); egyik jelentős művelője, Méliusz József, Légy európai c. versében (1937) "népfronti üzenet"-ként fogalmazta meg a humánumot: "Fuss fel a kilátóhoz és tekints a füstökön túl, / a négy égtáj felé s amerre vadként űzött embert látsz, / acélos szíveddel segíteni siess, / ott hol bitót ácsolnak éppen s szabad embert nem találsz, / oda vidd fegyveredül kénköves tüzét haragodnak." 1958-ban ez a forradalmi magatartás a szocialista építést hirdeti: "Propaganda a versünk, agitálunk" (A kommunista költészetről) Méliusz lírájában a szenvedély elégikus emlékezéssé izzik át, jajongássá és vádbeszéddé  népirtást elfelejtőkkel szemben: "...nem rebbenő szemetekbe kiáltom a nagy Jitgadallal: / a bűn néma / és láthatatlan letagadói vagytok mindahányan / akik hallgattatok Európában" (A Jitgadal elégia). S mindhárom szakaszában ez az ars poetica a szabad képzettársítások korszerű művészetével fogalmazza meg magát, pozitív társadalmi töltést adva az eredendő avantgárdból elindult s mára költészetünk jellegzetes fő irányává vált neoavantgárdnak.
A polemikus ars poetica 1922-ben nemcsak Reményik Sándor és Szentimrei Jenő költői párviadala, hanem két irodalmi lap, a konzervatív Pásztortűz és a szabadelvű  Napkelet "háborúskodása". A Gát, Reményik verse a Pásztortűzben, a rendíthetetlen helybenállás jelképes értelmezése, a féktelen folyótól a partok nyugalmát félti: "...a kalászok / Elhullanának aratás előtt, / S posványba fulladnának a virágok"; "Ha szertehullok majd egy áradáskor, / S visz engem is a víz, letörve, holtan: / A partok akkor tudják meg, mi voltam." Szentimrei ellen verse a Napkeletben, Az ár felel a gátnak, a holnap "csodaúj", "csodaszép" életét megtermékenyítő áradás apoteózisa: az, mi "sejtelem-távolokból" jő, mint a "Végzet", zúdul és rombol, de "ha rombol is, épít"; "Rajta hát, / játszd végig, gát, a magad szerepét. / De él az ár és tovazúdul fölötted, / miként futóhomok felett orkán viharja."
A kritikai ars poetica a költők jelkép-dialektikájának feszültségéből kilépve, az irodalmi esszé, a műelemző bírálat vagy az álláspontot kifejező jegyzet állító-tagadó kategóriáiban fejlődik. Áprily Lajos megfogalmazásában a helikoni program olyan erdélyiség, amely "világfigyelő tető, nem szemhatár-szűkítő provincializmus".
Az Erdélyi Helikon pályanyitó első számában Kuncz Aladár arra is figyelmeztet, hogy "a kisebbség csak politikában kisebbség, irodalmában és műveltségében maga az egyetemesség" (Tíz év). Ugyanakkor Gaál Gábort, a Korunk új szerkesztőjét az nyugtalanítja, hogy az írók legtöbbjének "környező valóságához semmi köze" (Gyávák-e az erdélyi írók?).
Ez a kritikai ars poetica lehet alkalomszerű nyilatkozat, mint a Kós Károlyé az Erdélyi Helikonban az író társadalmi elkötelezettségéről (Az építész és az író, 1932), lehet elvi problémát felvető megjegyzés, mint Gaál Gábor recenziója ugyanekkor a Korunkban Tamási Áron Helytelen világáról, annak megállapításával, hogy a "valóság" még mindig csak az író "képzete", lehet perlekedő irodalompolitikai esszé, mint Szemlér Ferencé a transzilvanizmus visszautasításáról az új realizmus nevében (Táj és sors, Korunk, 1938/4), s Balogh Edgár válasza a Brassói Lapokban, mely a transzilván romantika merev tagadása helyébe a történelmi együttélésben rejlő lehetőségek vállalását állítja (Vágykép és valóság, 1938); s lehet programadó tanulmány is, mint Bözödi Györgyé a tárgyilagos népiség alapvető feladatairól (Népiség az erdélyi irodalomban, Termés, 1943).
Az ars poetica prózai alakjában is nemegyszer a költői vallomás intim körébe tartozik, mint Tamási Áronnál a Szülőföldem lapjain (1939) vagy Nagy Istvánnál, saját küzdelmes életének típusábrázolásra késztető emlékképeihez kapcsolódva.
A kritikai állásfoglalás jellegzetesen ironikus változata felbukkan Szabédi László nyugtalan költészetében, 1940, Külön kerék: "...Ép, egész, tökéletes / a pokol is, a föld is, és az ég is. / Hadd járjon a világ! Fölösleges / külön kerékként elkeringek én is"; 1946, Költők s bírálók: "Nincs szükség az irodalomra, / ha csak lesi s nem kelti a napot"; 1949-1953, A pacsirta: "Hol késik resten, / felejtve, mit tennie kell, / miért nem szárnyal, énekel / teli torokkal, ahogy bírja / az énekes pacsirta?"
A szatíra és a paródia műfaji lehetőségeivel elsősorban Molter Károly és Bajor Andor kritikai ars poetica-ja él. A Hogyan írjunk verset groteszk expozícióiban (1969). Szilágyi Domokos eljut annak kimondásáig, hogy "ha nem is akkora, mint a valóság, de egész az én mindenségem / s mint minden egész, lehetőségeiben határtalan".